# Zavojane
Zavojane su naselje u sastavu Grada Vrgorca, u Splitsko-dalmatinskoj županiji.

## Stanovništvo
Prema popisu iz 2011. naselje je imalo 308 stanovnika.
| broj stanovnika | 831   | 976   | 942   | 1071  | 1202  | 1263  | 1201  | 1185  | 1022  | 1117  | 1030  | 907   | 645   | 508   | 392   | 308   | 189   |
|                 | 1857. | 1869. | 1880. | 1890. | 1900. | 1910. | 1921. | 1931. | 1948. | 1953. | 1961. | 1971. | 1981. | 1991. | 2001. | 2011. | 2021. |

## Povijest
Zavojane pripadaju Gradu Vrgorcu. Župa se prvi put spominje u Kreševskoj povelji 1434. godine, a osnovana je 1696. godine kad su franjevci iz Živogošća u taj kraj, opustio za vrijeme Kandijskog rata, doveli narod iz Broćna, ispod Mostara. 

Župa pripada Biokovskom dekanatu Splitsko-makarske nadbiskupije, a pastoralno je
poslužuju franjevci Provincije Presvetog Otkupitelja sa sjedištem u Splitu. U Župi prebiva 250 župljana (podatak iz 2023. god.). Najstariji podatak o župniku datira iz 1683. godine.

Župi pripadaju sela: 
- Dragljane,
- Dubrava,
- Duge Njive,
- Vlaka i
- Zavojane.

### Crkva porođenja Blažene Djevice Marije
Župna crkva porođenja Blažene Djevice Marije u Zavojanima izgrađena je početkom 18. stoljeća u baroknom stilu. Crkva je monumentalna, jednobrodna građevina s pravokutnom apsidom,
orijentirana istok-zapad. Građena je od nejednakih klesanaca slaganih u redove, dimenzija 25 metara dužine i 10 metra širine. Na glavnom zapadnom pročelju su jednostavna dvokrilna vrata u kamenim pragovima nad čijim je nadvratnikom ugrađena antička spolija s prikazom ptice te uklesanom godinom 1712., najvjerojatnije godina posvećenja crkve. Po sredini pročelja nalazi se rozeta, a pročelje se završava jednostavnim zabatom u čijem vrhu je kameni križ.

Na južnoj strani crkve dozidana je manja građevina s masivnim pobočnim zidovima. S ove strane crkve je ulaz jednostavnog oblika. Desno od njega u plitkom reljefu, primitivnog izgleda, prikazana je dopojasna figura Isusa Krista. Na suprotnoj sjevernoj strani longitudinalnog dijela građevine nalazi se barokni zvonik, četvrtastog tlocrta sa stilskim retardiranostima vidljivim na prva dva kata dok je završni treći kat izveden u obliku barokne lođe s biforama na sve četiri strane. 

Zvonik ima zaseban ulaz, jednostavnog oblikovanja nad čijim je nadvratnikom urezana godina gradnje: A. D. 1795. Visok je 30 metara. Na zvoniku su tri zvona: dva iz 1800. god., a jedno iz 1695. god. Na zvoniku se nalazi javni sat.

Crkva se u unutrašnjosti sastoji od prostora lađe i užeg svetišta povišenog za jednu stepenicu. Lađu od svetišta odjeljuje naznačeni trijumfalni luk. Presvođena je bačvastim svodom i nakon toga je cijela unutrašnjost oslikana. U crkvi postoje tri drvena oltara eklektičarskog tipa iz 19. stoljeća izrađena u, široj javnosti nepoznatoj, radionici Rako iz Imotskog. Na glavnom oltaru, smještenom u apsidi crkve, nalazi se slika Ivana Skvarčine Bogorodica s Djetetom (1847.). Na sjevernom bočnom oltaru nalazi se slika Filippa Naldija Krunjenje Blažene Djevice Marije, a na južnom bočnom oltaru slika je Sveti Jure ubija zmaja istog autora.

Pod crkve prekriven je keramičkim pločicama. Crkvu je godine 1926. oslikao Frano Ferenca iz Trpnja na Pelješcu.
 
U crkvi su tri kipa: Srca Isusova, Djevice Marije i sv. Ante Padovanskog.

Oko crkve je groblje ograđeno zidom na čijoj istočnoj strani je ulaz s polukružnim lukom.
Župna crkva porođenja BDM-e u Zavojanima najmonumentalnija je barokna građevina Vrgorske krajine, kvalitetnije graditeljske djelatnosti domaćih majstora 18. st. Nepokretno je kulturno dobro Republike Hrvatske.

#### Popis župnika i župnih vikara kroz povijest župe Zavojane
Župnici
| - Marinović, fra Frano 1683. - Matošević, fra Ante 1708. - Raosavljević, fra Šimun 1724. – 1725. - Jekušić, fra Mijo 1725. – 1729. - Brečić, fra Luka 1729. – 1733. - Grgić, fra Ante 1734. – 1740. - Lijovć, fra Grgo 1740. – 1746. - Brajković Bartulina, fra Petar 1746. – 1747. - Antičić, fra Jakov 1747. – 1748. - Brajković Bartulina, fra Petar 1748. – 1750. - Majstrović, fra Mijo 1751. – 1752. - Miletić, fra Ante 1753. – 1760. - Lijović, fra Frano 1760. – 1764. - Manđeralo, fra Nikola 1770. – 1772. - Urlić Ivanović, fra Grgo 1772. – 1774. - Lijović, fra Frano 1774. – 1776. - Bitunjac, fra Vice 1776. – 1778. - Urlić Ivanović, fra Grgo 1778. – 1779. - Rosić, fra Petar 1779. – 1785. - Brajković, fra Petar 1785. – 1787. - Marulović Ajduk, fra Josip 1788. – 1789. - Majstorović, fra Ante 1789. – 1791. - Bitunjac, fra Vice 1791. – 1795. - Manđeralo, fra Nikola 1795. – 1797. - Brajković, fra Petar 1797. – 1802. - Majstorović, fra Ante 1802. – 1804. - Majstorović, fra Frano 1804. – 1807. - Marinković, fra Vice 1807. – 1810. - Kačić Peko, fra Luka 1810. – 1813. - Marinković, fra Vice 1813. – 1814. - Urlić Ivanović, fra Frano 1814. – 1821. - Šoić, fra Ante 1821. – 1823. - Cvitanović, fra Ivan 1823. – 1824. - Urlić Ivanović, fra Frano 1824. – 1830. - Lubina, fra Ivan 1830. – 1833. - Slišković, fra Bartul 1833. – 1854. - Pavlinović, don Klement 1855. – 1856. |  | - Šimić, fra Ivan 1857. – 1864. - Miličević, fra Frano 1864. – 1866. - Raič, fra Ivan 1866. – 1868. - Vrdoljak, fra Vice 1868. – 1873. - Kačić Peko, fra Petar 1873. – 1882. - Rajič, fra Josip 1882. – 1884. - Antunović, fra Petar ml. 1884. – 1887. - Gnječ, fra Petar 1887. – 1896. - Frankić, fra Anđeo 1896. – 1898. - Olujić, fra Ignacije 1898. – 1905. - Ravlić, fra Metod 1906. – 1914. - Donelli, fra Vjekoslav 1915. – 1915. - Milošević, fra Bože 1917. – 1919. - Brbić, fra Toma 1919. – 1921. - Matić, fra Jerko 1921. – 1924. - Gančević, fra Ivan 1924. – 1924. - Vidalina, fra Frano 1924. – 1933. - Ćulum, fra Karlo 1933. – 1943. - Kamber, fra Bernardin 1946. – 1950. - Radonić, fra Bernard 1950. – 1954. - Kamber, fra Bernardin 1954. – 1963. - Mirković, fra Frano 1963. – 1965. - Jukić, fra Ferdo 1965. – 1970. - Vrdoljak, fra Milan 1970. – 1972. - Marović, fra Mile 1972. – 1973. - Čuljak, fra Pavao 1973. – 1975. - Glibota, fra Danko 1975. – 1979. - Dotur, fra Stanko 1979. – 1982. - Vrlić, fra Ivan 1982. – 1983. - Dukić, fra Ante 1983. – 1986. - Odrljin, fra Miljenko 1986. – 1988. - Čugura, fra Šimun 1988. – 1991. - Dževrnja Viro, fra Jakov 1991. – 2003. - Bitanga, fra Marko 2003. – 2018. - Jukić, fra Dujo 2018. – 2020. - Štrbac, fra Željko 2020. – 2022. - Markulin, fra Šimun 2022. – 2023. - Sinković, fra Darijo 2023. – |

Izvor podataka: Fra Frano Doljanin na osnovu neobjavljenog izvora: Arhiv Franjevačke provincije Presvetog Otkupitelja Split, Upisnik članova Provincije, Tajništvo Provincije, Split

Župni vikari
- Jekušić, fra Mijo 1734. – 1735.
- Perić, fra Pavao 1738. – 1740.
- Miletić, fra Ante 1747. – 1753.
- Kotromanović, fra Grgo 1763. –
- Manđeralo, fra Nikola 1772. – 1774.
- Urlić Ivanović, fra Grgo 1774. – 1777.
- Vuković, fra Anđelo 1778. – 1779.
- Majstorović, fra Ante 1779. – 1781.
- Batinović, fra Srećko 1781. – 1782.
- Bandić, fra Josip 1783. – 1787.
- Majstorović, fra Frano 1787. – 1788.
- Majstorović, fra Frano 1794. – 1797.
- Majstorović, fra Mijo 1799. – 1803.
- Majstorović, fra Ante 1804. – 1807.
- Tomašević, fra Grgo 1807. – 1810.
- Brajković, fra Frano 1814. – 1816.
- Majstrović, fra Mijo 1816. – 1822.
- Ratković, fra Vice 1822. – 1823.
- Jerković, fra Ante 1823. – 1826.
- Žderić, fra Paško 1826. – 1828.
- Visković, fra Srećko 1828. – 1830.
- Medak, fra Ante 1830. – 1835.
- Ratković, fra Frano 1836. – 1848.
- Antunović, fra Petar ml. 1883. – 1884.
- Martinović, fra Ivan 1908.

Izvor podataka: Fra Frano Doljanin na osnovu neobjavljenog izvora: Arhiv Franjevačke provincije Presvetog Otkupitelja Split, Upisnik članova Provincije, Tajništvo Provincije, Split

## Znamenitosti
- Crkva Porođenja BDM

## Poznate osobe
- fra Karlo Ćulum - župnik i mučenik
- Ivica Pivac - agronom i poduzetnik

## Vanjske poveznice
- Josip Grbavac (urednik), Franjevačka provincija Presvetog Otkupitelja (shematizam), Zbornik Kačić, Split, 2007.
- Nediljko Ante Ančić (urednik), Splitsko-makarska nadbiskupija. Župe i ustanove, Splitsko-makarska nadbiskupija i Crkva u svijetu, Split, 2004.

|  | Portal Hrvatske – Pristup člancima s tematikom o Hrvatskoj. |